# Vertrag über Konventionelle Streitkräfte in Europa
Der Vertrag über Konventionelle Streitkräfte in Europa (KSE-Vertrag; englisch Conventional Forces in Europe Treaty, CFE) legte Obergrenzen für die Anzahl schwerer Waffensysteme fest, die in Europa vom Atlantik bis zum Ural stationiert werden dürften. Er führte nach seinem Abschluss zu drastischen Reduzierungen der Bestände an Waffen, die für Offensivzwecke einsetzbar sind. Für die Kontrolle wurde ein Verifikationssystem vereinbart, das Informationspflichten und Inspektionen enthielt. Erfolgloser Vorläufer des KSE-Vertrags waren die Verhandlungen zum Mutual and Balanced Force Reductions (MBFR) von 1973 bis 1989.

## Vertragswerk
Ursprüngliche Vertragspartner waren die Mitgliedsstaaten der „North Atlantic Treaty Organization“ (NATO) und des Warschauer Paktes (WP), den es bei Abschluss der Verhandlungen de facto nicht mehr gab. Der Vertrag wurde am 19. November 1990 anlässlich des KSZE-Gipfeltreffens in Paris von den Regierungschefs der sechs östlichen und 16 westlichen Vertragsstaaten unterzeichnet. Am 17. Juli 1992 trat er vorläufig, am 9. November 1992 endgültig in Kraft. Geltungsgebiet war vom Atlantik bis zum Ural (Atlantic-to-the-Urals, ATTU-Zone). Das Vertragswerk baute zunächst das große Ungleichgewicht konventioneller Streitkräfte zwischen NATO und Warschauer Pakt ab. Der Vertrag setzte Begrenzungen für fünf Waffenkategorien fest (siehe Vertragstext).
Der Vertrag enthält umfassende Verifikationsregelungen (u. a. Inspektionen und Informationsaustausche). Die erste KSE-Überprüfungskonferenz vom 15. Mai bis zum 1. Juni 1996 in Wien führte zu einer einvernehmlichen Lösung mit Russland über die seit 1993 schwelende Flankenproblematik; durch diese Lösung wurden die Schranken für Russland und die Ukraine in der Flankenregion – definiert in Artikel V, Absatz 1, Buchstabe A des Vertrags – gelockert. Wegen der militärischen Probleme an seiner Südflanke hat Russland die im KSE-Vertrag vorgesehenen Höchstzahlen für Waffensysteme dort nicht eingehalten. Es wurden neue und verkleinerte Flankenregionen beschlossen, die ab dem 31. Mai 1999 in Kraft traten. Die inzwischen auf 30 Vertragsstaaten angewachsenen Mitglieder bekräftigten die grundsätzliche Bedeutung des KSE-Vertrages als Eckpfeiler der europäischen Sicherheitsarchitektur und zeigten sich entschlossen, den konventionellen Rüstungskontrollprozess u. a. durch die Verbesserung der Wirksamkeit des KSE-Vertrages fortzusetzen. Diese grundlegenden politischen Veränderungen in Europa machten eine Anpassung an die neuen Strukturen in Europa erforderlich, die Vertragsänderungen wurden 1999 mit Adaptierten KSE-Vertrag umgesetzt.

### Vertragstext
Das Königreich Belgien, die Republik Bulgarien, das Königreich Dänemark, die Bundesrepublik Deutschland, die Französische Republik, die Griechische Republik, die Republik Island, die Italienische Republik, Kanada, das Großherzogtum Luxemburg, das Königreich der Niederlande, das Königreich Norwegen, die Republik Polen, die Portugiesische Republik, Rumänien, das Königreich Spanien, die Tschechische und Slowakische Föderative Republik, die Republik Türkei, die Republik Ungarn, die Union der Sozialistischen Sowjetrepubliken, das Vereinigte Königreich Großbritannien und Nordirland und die Vereinigten Staaten von Amerika, im folgenden als Vertragsstaaten bezeichnet -
geleitet von dem Mandat vom 10. Januar 1989 für Verhandlungen über konventionelle Streitkräfte in Europa, die sie seit dem 9. März 1989 in Wien geführt haben,
geleitet von den Zielen und Zwecken der Konferenz über Sicherheit und Zusammenarbeit in Europa, in deren Rahmen die Verhandlungen über diesen Vertrag geführt wurden,
eingedenk ihrer Verpflichtung, in ihren gegenseitigen Beziehungen sowie allgemein in ihren internationalen Beziehungen jede gegen die territoriale Unversehrtheit oder die politische Unabhängigkeit eines Staates gerichtete oder sonst mit den Zielen und Grundsätzen der Charta der Vereinten Nationen unvereinbare Androhung oder Anwendung von Gewalt zu unterlassen,
im Bewußtsein der Notwendigkeit, jeden militärischen Konflikt in Europa zu verhindern,
im Bewußtsein der gemeinsamen Verantwortung, die sie alle für das Streben nach Erreichung größerer Stabilität und Sicherheit in Europa tragen,
bestrebt, militärische Konfrontation durch eine neue, auf friedliche Zusammenarbeit gegründete Struktur der Sicherheitsbeziehungen zwischen allen Vertragsstaaten zu ersetzen und dadurch zur Überwindung der Teilung Europas beizutragen,
den Zielen verpflichtet, in Europa ein sicheres und stabiles Gleichgewicht der konventionellen Streitkräfte auf niedrigerem Niveau als bisher zu schaffen, Ungleichgewichte, die für Stabilität und Sicherheit nachteilig sind, zu beseitigen und - besonders vorrangig - die Fähigkeit zur Auslösung von Überraschungsangriffen und zur Einleitung großangelegter Offensivhandlungen in Europa zu beseitigen,
eingedenk dessen, dass sie den Brüsseler Vertrag von 1948, den Washingtoner Vertrag von 1949 oder den Warschauer Vertrag von 1955 unterzeichnet haben oder diesen Verträgen beigetreten sind und daß sie das Recht haben, Vertragspartei eines Bündnisses zu sein oder nicht zu sein,
dem Ziel verpflichtet, dafür Sorge zu tragen, dass die Zahl der durch den Vertrag begrenzten Waffen und Ausrüstungen im Anwendungsgebiet des Vertrags
- 40 000 Kampfpanzer,
- 60 000 gepanzerte Kampffahrzeuge,
- 40 000 Artilleriewaffen,
- 13 600 Kampfflugzeuge und
- 4 000 Angriffshubschrauber

nicht übersteigt,
in Bekräftigung dessen, dass dieser Vertrag die Sicherheitsinteressen irgendeines Staates nicht beeinträchtigen soll,
in Bekräftigung ihrer Verpflichtung, den Prozess der konventionellen Rüstungskontrolle einschließlich Verhandlungen weiterzuführen und dabei künftigen Erfordernissen für die europäische Stabilität und Sicherheit im Lichte politischer Entwicklungen in Europa Rechnung zu tragen -

## Rüstungsbeschränkungen
Primär sind die Teilnehmerstaaten dem Ziel verpflichtet, dafür Sorge zu tragen, dass die Zahl der durch den Vertrag begrenzten Waffen und Ausrüstungen im Anwendungsgebiet des Vertrags

in den Kategorien:
- Kampfpanzer
- gepanzerte Kampffahrzeuge
- Artilleriewaffen
- Kampfflugzeuge
- Angriffshubschrauber

festgelegte Höchstgrenzen nicht übersteigt.
Die im Vertrag festgelegten Anteilshöchstgrenzen erfassen auch
- Schützenpanzer und
- Kampffahrzeuge mit schwerer Bewaffnung

Da die vereinbarten Anteilshöchstgrenzen zu Beginn der 1990er-Jahre deutlich überschritten waren,
waren die Vertragspartner verpflichtet im Zeitraum von 40 Monaten nach Inkrafttreten des Vertrages, der sogenannten „Reduzierungsphase“, alles überzählige Gerät zu vernichten.
Im Zuge dieser Reduzierungsphase wurden rund 51.000 Waffensysteme nach festgelegten Verfahren zerstört.
Diese Reduzierungen wurden durch begleitende Inspektionen verifiziert.

## A-KSE 1999
Die einschneidenden Veränderungen der Weltlage (Auflösung des Warschauer Paktes, Zerfall der Sowjetunion, NATO-Erweiterung) machten Anpassungen des Vertrages erforderlich, indem das blockbezogene militärische Gleichgewicht ersetzt wurde. Nach Verhandlungen in Istanbul wurde am 19. November 1999 das Abkommen über die Anpassung des Vertrags über Konventionelle Streitkräfte in Europa von den Teilnehmerstaaten des KSZE-Gipfeltreffens in Paris unterzeichnet. Das als Adaptierter KSE-Vertrag (A-KSE) bezeichnete Abkommen wurde jedoch nur von den nach dem Zerfall der Sowjetunion entstandenen Staaten: Russland, Belarus, Ukraine und Kasachstan ratifiziert – nicht aber von den Mitgliedsstaaten der NATO. Die Ablösung dieser Ost-West-Balance durch ein europäisches System (sub-)regionaler Stabilität bedeutet:
- Überwindung des (Vertrags-)Gruppenprinzips
- Aufgabe des Regionalprinzips im Anwendungsgebiet
- Festlegung nationaler und territorialer Obergrenzen
- Schaffung von Flexibilitätsmechanismen für militärische Übungen und Krisensituationen
- Öffnung für neue Mitglieder
- Verbesserung/Verdichtung des Informations- und Verifikationsregimes

2004 ratifizierten vier Nachfolgestaaten der Sowjetunion – Russland, Belarus, Kasachstan und die Ukraine – diesen angepassten KSE-Vertrag. Im Gegensatz dazu haben die NATO-Staaten den Vertrag bisher nicht ratifiziert. Der angegebene Grund ist die Nichterfüllung der sogenannten „Istanbul-Commitments“ durch Russland – zeitliche Regelung des Abzugs der russischen Truppen aus Georgien sowie Abzug der russischen Truppen und Material/Munition aus Moldawien-Transnistrien. Dieses ist allerdings juristisch nicht mit dem KSE-Vertrag verbunden. Die Verknüpfung wurde vielmehr im Jahr 2000 in Florenz von der NATO einseitig aus Protest gegen den von Russland geführten Zweiten Tschetschenienkrieg beschlossen. In Moldawien sind rund 500 Soldaten zur Bewachung eines sehr großen Depots stationiert, das man nicht unbeaufsichtigt lassen könne. Auch im Westen halten politische Kommentatoren die Nicht-Ratifizierung des adaptierten KSE-Vertrags durch die NATO unter Verweis auf russische Truppen in Transnistrien weder für rechtlich begründbar noch für politisch verhältnismäßig.
Deutschland scheint demnach bereit zu sein, die russischen Truppen in Georgien und Moldawien als Friedenstruppen umzudeklarieren, so dass Russland auf diese Weise seine Verpflichtungen nach NATO-Lesart hinreichend erfüllt hätte. Die USA verlangten allerdings vorab einen Abzug aller Soldaten und sehen keine Notwendigkeit, neue Rüstungskontrollvereinbarungen mit Russland zu vereinbaren. Für die baltischen Staaten brächte ein Beitritt zum KSE-Vertrag militärische Beschränkungen, da Verstärkungen aus anderen NATO-Staaten möglicherweise limitiert werden müssten. Mit der Infragestellung des KSE-Vertrages insgesamt hat der russische Präsident Wladimir Putin die Kardinalfrage gestellt, ob Europa mit oder gegen Russland arbeitet und eine Machtprobe eingeleitet, mit den USA auf Augenhöhe zu verhandeln.
Am 26. April 2007 stellte Wladimir Putin die Aussetzung des Vertragswerkes durch das russische Parlament zur Debatte. Er begründete dies mit dem Umstand, dass einige neu hinzugekommene NATO-Staaten, namentlich die Slowakei und die baltischen Staaten, dem Vertrag nicht beigetreten seien. Seinen Worten nach erfülle Russland den KSE-Vertrag bislang nur einseitig. Diese Aussage steht allerdings im Widerspruch zum tatsächlichen Militärpotential Russlands im Vergleich zu den vorgesehenen Rüstungsobergrenzen. Während der angepasste KSE-Vertrag für Russland z. B. eine Obergrenze für Kampfpanzer von maximal 6.350 Stück vorsieht (davon 5.575 in aktiven Truppenteilen), hatten die russischen Streitkräfte 2008 mehr als 6.700 Kampfpanzer in Dienst, allerdings außerhalb des europäischen Teiles.
Ungeachtet dessen machte Putin kurze Zeit später seine Ankündigung wahr und fror den Vertrag ein. Hintergrund für diesen Konflikt war die geplante Einrichtung eines amerikanischen Raketenabwehrschilds in Tschechien und Polen. Die US-Raketenabwehrpläne tangieren Moskaus nukleare Abschreckungsfähigkeit. Langfristig fürchtet Russland, die Fähigkeit zur Abschreckung zu verlieren. Washington hat aus russischer Sicht mit der geplanten Raketenabwehr und den Radaranlagen, die auch weite russische Gebiete abdecken, ein Versprechen an die Russen gebrochen, dass es „in den neuen NATO-Mitgliedstaaten keine dauerhafte Stationierung strategisch relevanter Waffenpotenziale geben werde.“ Beim G8-Gipfel in Heiligendamm Anfang Juni 2007 war von Wladimir Putin ein gemeinsames Projekt von NATO und Russland in Aserbaidschan als Kompromisslösung vorgeschlagen worden (Radarstation Qəbələ), dann eine gemeinsame Radarstation in Russland, doch blieben auch weitere Gespräche in Kennebunkport anlässlich einer Einladung der Familie Bush über dieses Thema und andere wie zum Kosovo und dem Iran, aus. Daraufhin setzte Russland am 14. Juli 2007 den KSE-Vertrag aus. Zur Begründung wurden „außerordentliche Umstände“ genannt, die zum Schutz der Sicherheit Russlands „sofortige Maßnahmen“ erforderten.
Die Gründe dafür waren:
- Die Überschreitung der Menge der konventionellen Rüstungen der neuen NATO-Mitgliedern, die den Vertrag unterschrieben hatten.
- Nichterfüllen der 1999 in Istanbul unterschriebenen Übereinkommen über den angepassten KSE-Vertrag, welcher das blockbezogene militärische Gleichgewicht regelt.
- Weigerung der baltischen Staaten (Litauen, Estland und Lettland), die seit 2004 NATO-Mitglieder sind, den Vertrag über Konventionelle Streitkräfte in Europa zu unterzeichnen. So entstand ein Territorium an der westlichen Grenze Russlands, in welchem ungeregelt und unkontrolliert Truppen stationiert werden können, etwa aus den USA oder anderen NATO-Mitgliedstaaten.
- Die Pläne der USA, ihre militärischen Stützpunkte in den neuen NATO-Mitgliedern Rumänien und Bulgarien zu stationieren.

„Wir gehen an diesen Vertrag höchstehrlich heran und beanspruchen nur das, weswegen er geschlossen worden war: die gleiche Sicherheit“, erklärte der russische Außenminister.
Laut dem russischen Außenminister Sergei Lawrow „sei das Prinzip der ausgewogenen Sicherheit mit der Auflösung der Organisation des Warschauer Vertrages bei gleichzeitiger Erhaltung und Erweiterung der NATO unterminiert worden.“
Wegen des Streits um die US-Raketenabwehr in Osteuropa hat der russische Präsident Putin am 14. Juli 2007 die Aussetzung des KSE-Vertrags verkündet.
Am 12. Juni 2007 begann in der Wiener Hofburg eine von Russland geforderte Sonderkonferenz zu diesem Vertrag, die nach 4 Tagen ohne Ergebnis endete.
Anatoli Antonow beabsichtigte, eine rasche Ratifizierung des Vertrages durch die NATO und Änderungen aufgrund der neuen geopolitischen Konstellation zu erreichen. Nicht zu dieser Konferenz, so Antonow, gehöre der US-amerikanische Raketenschild. Dies werde auf einer anderen Ebene erörtert werden.
Alexander Konowalow, Leiter des Instituts für strategische Schätzungen und Analysen, stellte fest: „Ich denke aber nicht, dass wir mit der gesamten NATO Schritt halten müssten. Man muss begreifen, dass wir infolge der politischen Konfiguration Europas nicht in der Lage sind, mit der gesamten NATO bei der Menge der konventionellen Rüstungen mitzuhalten. Dies wäre in technischer Hinsicht dumm, in wirtschaftlicher Hinsicht verrückt und in politischer Hinsicht unnötig. Immerhin reden wir die ganze Zeit von einer Partnerschaft mit der Allianz.“
„Der adaptierte KSE-Vertrag bietet die Möglichkeit, es zu kontrollieren, ob sich vor unseren Grenzen eventuell größere Verbände bilden“, so der Experte. „Auf diese Weise wird die Beunruhigung hinsichtlich der Sicherheit unserer Westgrenzen beseitigt.“

## Russland

### Aussetzung der Verpflichtungen aus dem KSE-Vertrag 2007
Am 12. Dezember 2007 notifizierte die Russische Föderation an die übrigen 29 Teilnehmerstaaten die einseitige Aussetzung der Anwendung des Vertrages über konventionelle Streitkräfte in Europa und der damit verbundenen Verpflichtungen. Dazu wurde auch dem ‚Forum für Sicherheitskooperation‘ (FSK) eine entsprechende Erklärung übergeben. Im Klartext hieß das, dass die Russische Föderation
- am 15. Dezember 2007 keinen Informationsaustausch über ihre konventionellen Streitkräfte übergibt
- keinerlei Notifikationen übermittelt über
  - Veränderungen in der Gliederung der Streitkräfte und
  - Veränderungen um 10 % oder mehr in einer der Kategorien der durch den Vertrag begrenzten konventionellen Waffen und Ausrüstungen und
- weder Inspektionen der Streitkräfte zulässt noch selbst Inspektionen durchführen wird.

Darüber hinaus fühlt sich Russland für die Dauer der Aussetzung des Vertrags nicht an die für die Anzahl konventioneller Waffen geltenden Begrenzungen gebunden.
Man beabsichtige aber nicht, sie „massiv zu vermehren oder an den Grenzen zu unseren Nachbarn zu konzentrieren.“
Nach russischer Auffassung entspreche „der Vertrag, der zu Zeiten des „Kalten Krieges“ unterzeichnet wurde, […] schon lange nicht mehr der aktuellen europäischen Realität und unseren Sicherheitsinteressen.“ Man sei aber gewillt „einen ergebnisorientierten Dialog zum KSE-Vertrag auch während der Aussetzung seiner Anwendung fortzuführen.“

### Ende der Teilnahme an Beratungen 2015
Im März 2015 erklärte Russland dann, auch an den Sitzungen der Beratungsgruppe nicht mehr teilzunehmen. Obwohl damit keine formelle Kündigung der im Rahmen des KSE/A-KSE getroffenen Vereinbarungen verbunden war, wurde dies als solche bewertet.
Russland gab als Begründung an, dass die USA angekündigt hätten, für ein Manöver zeitweise rund 3000 US-Soldaten ins Baltikum zu verlegen. Als Folge der russischen Militäroperationen in der Ukraine hatten die USA zudem bereits hunderte Kampffahrzeuge geliefert, die den baltischen Staaten im Anschluss an die Übungen überlassen werden sollten, um die im Verhältnis zu Russland militärisch deutlich unterlegenen baltischen Armeen zu stärken. In der Folge verließ Russland die gemeinsame Beratungsgruppe und nahm nicht an einer Überprüfungskonferenz 2016 teil. Laut Bundesregierung setzen alle anderen Vertragsstaaten die Vereinbarungen weiterhin um.

### Offizielle Kündigung 2023
Wladimir Putin hatte 2023 für Russland den KSE-Vertrag offiziell gekündigt. Das von ihm unterzeichnete Gesetz, das am 15. Mai vom Parlament ratifiziert wurde, wurde am 29. Mai auf dem russischen Rechtsportal online veröffentlicht. Der Austritt wurde zum 7. November wirksam. Nach der Kündigung Russlands setzten auch die NATO-Mitgliedsstaaten den KSE-Vertrag für unbestimmte Zeit aus.